# سيرجيو باولو روانيه
سيرجيو باولو روانيه (23 فبراير 1934 - 3 يوليو 2022)، هو دبلوماسي وفيلسوف وكاتب مقالات وباحث برازيلي. شغل منصب وزير الثقافة بين عامي 1991 و 1992.

## وفاته
توفي بسبب مرض باركنسون في 3 يوليو 2022، بمدينة ريو دي جانيرو.